# Adolfo Ley Gracia
Adolfo Ley Gracia (ur. 21 kwietnia 1908 w Las Palmas, zm. w grudniu 1975) – hiszpański lekarz neurochirurg. Pionier neurochirurgii w Hiszpanii.

## Życiorys
Studiował medycynę w Salamance i Barcelonie, studia ukończył w 1930. Następnie specjalizował się w neurochirurgii w Londynie, Hamburgu, Tartu (u Puuseppa), Sztokholmie (u Olivecrony) i Chicago (u Baileya). Członek założyciel Hiszpańsko-Portugalskiego Towarzystwa Neurochirurgicznego.